# System Reference Document
Una System Reference Document (traducibile come "Documentazione di Riferimento del Sistema (di gioco)"), o SRD, è un documento ufficiale che contiene le regole di un gioco di ruolo distribuite sotto licenza aperta, come per esempio la Open Gaming License (OGL) 1.0(a) di Wizards of the Coast o la Cypher System Open Licence di Monte Cook Games. 
Il primo SRD è stato pubblicato dalla Wizards of the Coast, insieme alla Open Gaming Licence, nel 2000 ed era basato sulla 3ª edizione del gioco di ruolo fantasy Dungeons & Dragons, diventando una pietra miliare della cultura dei giochi di ruolo.

## Scopo
La SRD rappresenta la struttura di base di un gioco pubblicato sotto licenza aperta, come nel caso di Dungeons & Dragons (sebbene non tutte le edizioni del gioco lo siano state). La SRD contiene le meccaniche di gioco fondamentali, come il sistema di combattimento e\o di risoluzione dei conflitti, il funzionamento dei poteri (es. la magia) e le regole e gli elementi di personalizzazione e sviluppo del personaggio, quali razze, classi, archetipi, abilità, poteri, oggetti magici (in senso ampio) e mostri, ma epurati di solito delle parti sotto copyright, come nomi propri di personaggi non giocanti, nomi di ambientazione, alcuni mostri (di particolare fama sono il Mind Flayer e il Beholder, mostri iconici di D&D) e loghi e trademark, quindi non utilizzabili da terze parti (come altre case produttrici) previo diretta autorizzazione dell'azienda che ne detiene i diritti; nel caso di D&D è la Wizards of the Coast.
Pertanto la SRD è un documento ufficiale, privo di illustrazioni e testi descrittivi (flavour text), che serve da guida a chiunque voglia creare, modificare e pubblicare  contenuti compatibili con un determinato gioco sotto licenza aperta, sia in forma gratuita che commerciale.

## Formati
La SRD è solitamente consultabile via internet e scaricabile in vari formati di facile consultazione e utilizzo, come il PDF.